# Jean-Michel Kibushi Ndjate Wooto
Jean-Michel Kibushi Ndjate Wooto (Lubefu, 1957) es un cineasta especialista en animación congoleño. Se le considera el pionero de la animación africana y está considerado como el primer animador congoleño.

## Biografía
Nació en 1957 en Lubefu, República Democrática del Congo. Posteriormente creció en Tshumbe, Zaire.

### Trayectoria profesional
En 1985, empezó a estudiar arte dramático y cinematografía en el Instituto Nacional de las Artes de Kinshasa, que terminó en 1989. Durante este periodo, se inició en la animación de la mano de la productora belga "Atelier Graphaoui". En 1988, Wooto creó el "Studio Malembe Maa", el primer estudio local de animación móvil del Congo. Luego, en 1991, realizó la primera película de animación congoleña, Le Crapaud Chez Ses Beaux-Parents (El sapo visita a sus suegros). Esta animación es una interpretación en stop-motion de un cuento oral de Tetela. Tras el éxito de esta animación, en 1992 creó el documental de animación "Septembre Noir" (Septiembre Negro). Esta animación ganó el premio al mejor reportaje "Película política documental animada" en el Festival de la Juventud de Cameras, en Bélgica, en 1994. En 1992, ganó el Primer Premio de Cortometraje en el Festival Internacional de Friburgo, Suiza, por la animación Le Crapaud.
En los años anteriores, realizó numerosos vídeos de animación en blanco y negro, que posteriormente obtuvieron varios premios. La animación Muana Mboka ganó el Premio del Público de Commons Royannais en el Festival Plein Sud, Francia, en 2000. En 2005, su animación Prince Loseno ganó el Premio del Jurado: Premio de la Ciudad de San Jorge Didonne, en el Festival Plein Sud, luego Mención Especial del Jurado de Cortometrajes, en el FESPACO, así como el Premio de Cine de la Esperanza COE, en el FESPACO. Ese mismo año, la animación obtuvo la Mención Especial del Jurado SIGNIS, en el Festival de Milán.

## Trabajos de animación
- Le Crapaud Chez Ses Beaux-Parents (1991)
- The White Orange (1992)
- Kinshasa, Black September (1992)
- Muana Mboka (1999)
- L’Orange blanche (1993)
- L’Éléphant qui pète de la neige (1993)
- RICA – Wissembourg, les Chemins croisés de la coopération (2000)
- L’Ane et le Chat (2001)
- Première traversée (2002)
- L’Héritier [Prince Loseno] (2004)
- Caravane pour le Sankuru (2007)
- Ngando (2008)